# Storm Master
Storm Master is een videospel voor de platforms Commodore Amiga. Het spel werd uitgebracht in 1991. Het perspectief van het spel wordt weergegeven in de eerste persoon.

## Ontvangst
| Beoordeeld door                      | Platform | Jaar     | Score |
| ------------------------------------ | -------- | -------- | ----- |
| Amiga Action                         | 1992     | Amiga    | 90%   |
| ST Format                            | 1992     | Atari ST | 84%   |
| ASM (Aktueller Software Markt)       | 1992     | Amiga    | 83%   |
| Joker Verlag präsentiert: Sonderheft | 1993     | Amiga    | 74%   |
| Joker Verlag präsentiert: Sonderheft | 1993     | DOS      | 74%   |
| Joker Verlag präsentiert: Sonderheft | 1993     | Atari ST | 74%   |
| Amiga Joker                          | 1992     | Amiga    | 72%   |
| Atari ST User                        | 1993     | Atari ST | 65%   |
| Power Play                           | 1992     | Amiga    | 55%   |